# 놈놈놈 (노래)
〈놈놈놈〉은 2008년에 버벌진트가 발표한 싱글앨범이다. 《누명 afterplay》에 수록된 곡을 싱글로 발표했으며, 케이준이 앨범에 같이 참여했다.